# Nguyễn Quỳnh
Nguyễn Quỳnh (1677–1748) là một danh sĩ thời Lê – Trịnh (vua Lê Hiển Tông), từng thi đỗ Hương cống nên còn gọi là Cống Quỳnh. Ông nổi tiếng với sự trào lộng, hài hước tạo nên nhiều giai thoại nên trong dân gian vẫn thường gọi ông là Trạng Quỳnh dù ông không đỗ Trạng nguyên. 

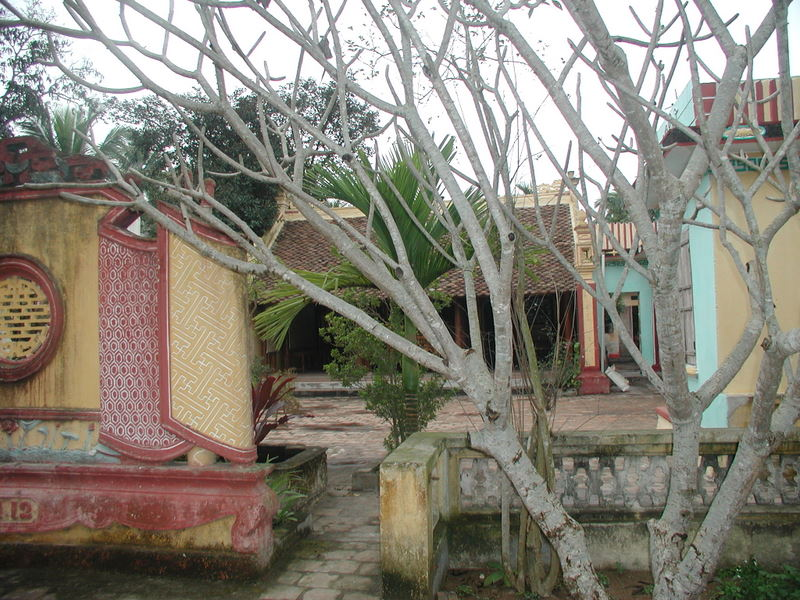
Nhà thờ Nguyễn Quỳnh ở Hoằng Lộc, Hoằng Hóa, Thanh Hóa.

Ông còn có tên Thưởng, hiệu Ôn Như, thụy Điệp Hiên, quê tại làng Bột Thượng, trấn Hoằng Hóa, tỉnh Thanh Hóa, nay thuộc thôn Hưng Tiến, xã Hoằng Lộc, huyện Hoằng Hóa, tỉnh Thanh Hóa. Thân sinh ông là ông Nguyễn Bổng và bà Nguyễn Thị Hương.
Thuở nhỏ, ông học với ông nội và cha (vốn là giám sinh ở Quốc Tử Giám). Năm 1696, Quỳnh thi đỗ Giải nguyên; nhưng đi thi Hội nhiều lần bị hỏng.
Về sau, triều đình bổ nhậm ông làm giáo thụ các huyện Thạch Thất, Phúc Lộc (Sơn Tây), tiếp đến làm huấn đạo phủ Phụng Thiên ở kinh thành Thăng Long. Năm 1718, đỗ khoa Sĩ vọng được bổ làm tri phủ Thái Bình, rồi về làm Viên ngoại lang ở Bộ Lễ; sau bị giáng xuống chức Tu soạn ở Viện Hàn lâm.
Tuy không đỗ đại khoa, Quỳnh vẫn nổi tiếng là người học hành xuất sắc. Đương thời đã có câu: "Nguyễn Quỳnh, Nguyễn Nham, thiên hạ vô tam" (nghĩa là thiên hạ không có người thứ ba giỏi như hai ông).
Sách Nam Thiên lịch đại tư lược sử đã nhận xét về ông: "... Nguyễn Quỳnh văn chương nổi tiếng ở đời, nói năng kinh người, thạo quốc âm, giỏi hài hước...".
Tác phẩm còn lại của Nguyễn Quỳnh, gồm một số bài ký, văn tế mẹ, văn khóc em (vốn tài hoa, nhưng chết yểu ở tuổi 14) và hai bài phú chép trong tập Lịch triều danh phú. Lịch triều danh phú là tuyển tập của các danh sĩ thời bấy giờ, tất cả đều đỗ đại khoa, chỉ có hai người đỗ Hương cống là Nguyễn Quỳnh và Đặng Trần Côn.
Tương truyền ông là bạn thơ của nữ sĩ Đoàn Thị Điểm.
Do tính cách trào phúng nên dân gian thường đồng hóa ông vào nhân vật Trạng Quỳnh – một ông Trạng dân gian nổi tiếng với tính trào lộng.
Để tôn vinh ông, Nhà nước Việt Nam đã cho xây dựng nhà lưu niệm Trạng Quỳnh tại quê hương ông.